# Резолюция Совета Безопасности ООН 743
Резолюция Совета Безопасности ООН 743 — резолюция, принятая всеми пятнадцатью государствами-членами Совета Безопасности ООН 21 февраля 1992 года, подтверждающая положения резолюций 713 (1991), 721 (1991), 724 (1991), 727 (1992) и 724 (1991), 740 (1992). Учитывая, что ситуация в Социалистической Федеративной Республике Югославия представляет собой угрозу международному миру и стабильности, Совет учредил миротворческую миссию в стране, известной как Силы ООН по охране (СООНО), с целью достижения мирного политического урегулирования в регионе.
Совет также постановил развернуть силы на первоначальный период двенадцать месяцев, также решив о том, что эмбарго на поставки оружия в Югославию не должно применяться к вооружениям и военной технике, предназначенной для СООНО. Совет также просил Генерального секретаря Бутрос Бутрос-Гали принять меры по развертыванию сил как можно скорее, при условии одобрения Советом, в том числе бюджета, который будет частично компенсирован югославской стороной, которая отметила, что СООНО — эта временная мера. Финансирование СООНО обсуждалось на заседании Генеральной Ассамблеи 19 марта 1992 года. В резолюции также требуется представлять доклады по мере необходимости и не реже чем каждые шесть месяцев с первого доклада, в течение двух месяцев развития ситуации в регионе.
Резолюция 743 также требовала, чтобы все стороны конфликта в регионе соблюдали прекращение огня и обеспечить безопасность СООНО, и призывала все стороны югославского конфликта сотрудничать с Конференцией по Югославии. Она также просила международную поддержку для Сил, особенно в отношении транзита персонала и оборудования.
Начальная численность Сил Организации Объединённых по Охране, согласно главе VII устава ООН, определялась из около 13 000 военнослужащих, 100 военных наблюдателей и 530 полицейских.
Это были вторые по величине Силы Организации Объединённых Наций по поддержанию мира в истории, охватывающие территорию всей Югославии, за исключением Словении. Они действовали до подписания Дейтонских соглашений, вступивших в силу 20 декабря 1995 года.

## Голосование
| За (15) | Воздержались (0) | Против (0) |
| --- | ---------------- | ---------- |
| - Великобритания - Китай - Россия - США - Франция - Австрия - Бельгия - Венгрия - Венесуэла - Зимбабве - Индия - Кабо-Верде - Марокко - Эквадор - Япония |                  |            |